# K5 League Chungcheongbuk-do 2019
Die K5 League Chungcheongbuk-do 2019 war die erste Spielzeit als höchste Amateurspielklasse und die erste Spielzeit insgesamt im südkoreanischen Fußball gewesen. Die Saison begann im April und endete im Oktober. Anschließend folgen die Play-off-Spiele.

## Teilnehmer und ihre Spielstätten
| Team                             | Stadt                            | Heimstadion                                                                                  | In der Liga seit                 | Vorjahresplatzierung             |                                  |
| K5 League Chungcheongbuk-do 2019 | K5 League Chungcheongbuk-do 2019 | K5 League Chungcheongbuk-do 2019                                                             | K5 League Chungcheongbuk-do 2019 | K5 League Chungcheongbuk-do 2019 | K5 League Chungcheongbuk-do 2019 |
| -------------------------------- | -------------------------------- | -------------------------------------------------------------------------------------------- | -------------------------------- | -------------------------------- | -------------------------------- |
| Okcheon Boram FC                 | Okcheon-gun                      | Jeungpyeong-Jojandi-Platz Keumwang-Saenghwal-Sportplatz Cheongju-Yongjeong-Fußballsportplatz | 2019                             | Aufsteiger aus der K6 League     |                                  |
| Jecheon FC Hanmaeum              | Jecheon                          | Jeungpyeong-Jojandi-Platz Keumwang-Saenghwal-Sportplatz Cheongju-Yongjeong-Fußballsportplatz | 2019                             | Aufsteiger aus der K6 League     |                                  |
| Cheongju Cheonguh FV             | Cheongju                         | Jeungpyeong-Jojandi-Platz Keumwang-Saenghwal-Sportplatz Cheongju-Yongjeong-Fußballsportplatz | 2019                             | Aufsteiger aus der K6 League     |                                  |
| Cheongju SMC Engineering FC      | Cheongju                         | Jeungpyeong-Jojandi-Platz Keumwang-Saenghwal-Sportplatz Cheongju-Yongjeong-Fußballsportplatz | 2019                             | Aufsteiger aus der K6 League     |                                  |
| Eumseong Keumwang FC             | Eumseong-gun                     | Jeungpyeong-Jojandi-Platz Keumwang-Saenghwal-Sportplatz Cheongju-Yongjeong-Fußballsportplatz | 2019                             | Aufsteiger aus der K6 League     |                                  |
| Jeungpyeong Shinhwa FC           | Jeungpyeong-gun                  | Jeungpyeong-Jojandi-Platz Keumwang-Saenghwal-Sportplatz Cheongju-Yongjeong-Fußballsportplatz | 2019                             | Aufsteiger aus der K6 League     |                                  |

## Reguläre Saison
| Pl. | Verein                          | Sp. | S | U | N | Tore    | Diff. | Punkte |
| --- | ------------------------------- | --- | - | - | - | ------- | ----- | ------ |
| 1.  | Cheongju SMC Engineering FC (N) | 5   | 5 | 0 | 0 | 014:200 | +12   | 15     |
| 2.  | Jecheon FC Hanmaeum (N)         | 5   | 3 | 1 | 1 | 011:900 | +2    | 10     |
| 3.  | Jeungpyeong Shinhwa FC (N)      | 5   | 2 | 1 | 2 | 011:100 | +1    | 07     |
| 4.  | Eumseong Keumwang FC (N) 1      | 5   | 2 | 0 | 3 | 012:100 | +2    | 06     |
| 5.  | Cheongju Cheonguh FV (N) 1      | 5   | 2 | 0 | 3 | 007:800 | −1    | 06     |
| 6.  | Okcheon Boram FC (N)            | 5   | 0 | 0 | 5 | 006:220 | −16   | 0      |

Zum 5. Spieltag:
Zum Saisonende 2018:

(N): Aufsteiger aus der K6 League
Anmerkung:

## Statistik

### Torschützenliste
Bei gleicher Anzahl von Treffern sind die Spieler alphabetisch geordnet.
| Platz | Spieler         | Mannschaft                  | Tore |
| ----- | --------------- | --------------------------- | ---- |
| 01    | Kim Dae-cheol   | Eumseong Keumwang FC        | 4    |
| 02    | Ahn Seung-eun   | Cheongju SMC Engineering FC | 3    |
| 0     | Yu Seung-kyun   | Okcheon Boram FC            | 3    |
| 04    | Park Byeong-min | Eumseong Keumwang FC        | 2    |
| 0     | Lee Seung-min   | Okcheon Boram FC            | 2    |